# Joshua Sanches
Joshua Jeremiah Sanches (Amsterdam, 8 juli 1998) is een Nederlands voetballer die als middenvelder voor TOP Oss speelt.

## Carrière
Joshua Sanches speelde in de jeugd van AFC Ajax, AFC en sc Heerenveen. In 2018 vertrok hij naar Sparta Rotterdam, waar hij vooral met Jong Sparta in de Tweede divisie speelt. Sanches debuteerde in het eerste elftal van Sparta op 19 oktober 2018, in de met 1-1 gelijkgespeelde uitwedstrijd in de Eerste divisie tegen Roda JC Kerkrade. Hij kwam in de 42e minuut in het veld voor de geblesseerd geraakte Fankaty Dabo en werd in de 85e minuut vervangen door Stijn Spierings. In 2020 vertrok hij transfervrij naar TOP Oss.

### Statistieken

#### Beloften
| Seizoen                        | Club                  | Land            | Competitie      | Competitie | Competitie | Overig | Overig | Totaal | Totaal |
| Seizoen                        | Club                  | Land            | Competitie      | Wed.       | Dlp.       | Wed.   | Dlp.   | Wed.   | Dlp.   |
| ------------------------------ | --------------------- | --------------- | --------------- | ---------- | ---------- | ------ | ------ | ------ | ------ |
| 2018/19                        | Jong Sparta Rotterdam | Nederland       | Tweede divisie  | 30         | 1          | –      | –      | 30     | 1      |
| 2019/20                        | Jong Sparta Rotterdam | Nederland       | Tweede divisie  | 18         | 1          | –      | –      | 18     | 1      |
| Totaal beloften                | Totaal beloften       | Totaal beloften | Totaal beloften | 48         | 2          | 0      | 0      | 48     | 2      |
| Bijgewerkt op 30 november 2020 |                       |                 |                 |            |            |        |        |        |        |

#### Senioren
| Seizoen                        | Club             | Land            | Competitie      | Competitie | Competitie | Beker | Beker | Overig | Overig | Totaal | Totaal |
| Seizoen                        | Club             | Land            | Competitie      | Wed.       | Dlp.       | Wed.  | Dlp.  | Wed.   | Dlp.   | Wed.   | Dlp.   |
| ------------------------------ | ---------------- | --------------- | --------------- | ---------- | ---------- | ----- | ----- | ------ | ------ | ------ | ------ |
| 2018/19                        | Sparta Rotterdam | Nederland       | Eerste divisie  | 1          | 0          | 0     | 0     | 0      | 0      | 1      | 0      |
| 2020/21                        | TOP Oss          | Nederland       | Eerste divisie  | 4          | 0          | 1     | 1     | –      | –      | 5      | 1      |
| Totaal senioren                | Totaal senioren  | Totaal senioren | Totaal senioren | 5          | 0          | 1     | 1     | 0      | 0      | 6      | 1      |
| Carrièretotaal                 | Carrièretotaal   | Carrièretotaal  | Carrièretotaal  | 53         | 2          | 1     | 1     | 0      | 0      | 54     | 3      |
| Bijgewerkt op 30 november 2020 |                  |                 |                 |            |            |       |       |        |        |        |        |